# Nemzeti Akció Párt
A Nemzeti Akció Párt (spanyolul: Partido Acción Nacional) egy mexikói, jobboldali politikai párt, amely 1939-ben alapult meg. Az 1980-as évek óta az egyik legnagyobb, legbefolyásosabb párt az Intézményes Forradalmi Párt és a Demokratikus Forradalom Pártja mellett Mexikóban. A PRI hosszan tartó majdnem 70 éves uralma után 2000-2012 között ez a párt kormányozta Mexikót, 2000 és 2006 között Vicente Fox, 2006 és 2012 között Felipe Calderón elnökkel.

## Ideológiája
A párt magát konzervatív, kereszténydemokrata szellemiségű, jobboldali irányzatúnak vallja magát.

### Gazdaság
A párt a neoliberális gazdaságpolitika mellett foglal állást és támogatják a szabadpiacot, pragmatizmust, kisebb kormányt, privatizálást és a liberális reformokat.

### Társadalom
Ellenzik az abortuszt és az azonos nemű párok házasságát. 2006-ban a párt képviselői leszavazták Mexikóvárosban és Coahuila államban, hogy a melegeknek és leszbikusoknak a bejegyzett élettársi kapcsolatot elismerje a törvény.

## Képviselete
A párt jelenleg 12 államnak a kormányzóját adja: Aguascalientes, Alsó-Kalifornia, Baja California Sur, Durango, Guanajuato, Nayarit, Puebla, Querétaro, Quintana Roo, Tamaulipas és Veracruz államokban.

## Választási eredmények

### Elnök választások
| Választási év | Eredmény   | Elnök-jelölt neve           | Szavazatok száma | Szavazatok (%) | Helyezés |
| ------------- | ---------- | --------------------------- | ---------------- | -------------- | -------- |
| 1940          | Nincs adat | Nem volt jelölt             |                  |                |          |
| 1946          | Nincs adat | Nem volt jelölt             |                  |                |          |
| 1952          | Vereség    | Efraín González Luna        | 285,555          | 7.82           | 3.       |
| 1958          | Vereség    | Luis H. Álvarez             | 705,303          | 9.42           | 2.       |
| 1964          | Vereség    | José González Torres        | 1,034,337        | 10.98          | 2.       |
| 1970          | Vereség    | Efraín González Morfín      | 1,945,070        | 13.78          | 2.       |
| 1976          | Nincs adat | Nem volt jelölt             |                  |                |          |
| 1982          | Vereség    | Pablo Emilio Madero         | 3,700,045        | 15.68          | 2.       |
| 1988          | Vereség    | Manuel J. Clouthier         | 3,208,584        | 16.79          | 3.       |
| 1994          | Vereség    | Diego Fernández de Cevallos | 9,146,841        | 25.92          | 2.       |
| 2000          | Győzelem   | Vicente Fox Quesada         | 15,989,636       | 42.52          | 1.       |
| 2006          | Győzelem   | Felipe Calderón Hinojosa    | 15,000,284       | 35.91          | 1.       |
| 2012          | Vereség    | Josefina Vázquez Mota       | 19,226,784       | 38.21          | 1.       |
| 2018          |            | Ricardo Anaya Cortés        | -                | -              | -        |